# Elena Gil Olaya
Elena Gil Olaya (Madrid, 1919 - ibidem, 5 d'agost de 1939)  va ser una de Les Tretze Roses, joves republicanes espanyoles, afusellades el 5 d'agost de 1939 a les tàpies exteriors del cementiri de l'Almudena, juntament amb 43 homes. Tots ells acusats de pertànyer a les Joventuts Socialistes Unificades (JSU) o al Partit Comunista d'Espanya (PCE).

## Trajectòria
Elena Gil nascuda a Madrid, va ingressar a la JSC el 1937. En plena Guerra Civil es va traslladar a Múrcia, on va prestar socors als soldats del front, va ajudar la població civil i va gestionar menjadors socials. El 2 d'abril de 1939 va tornar a Madrid, requerida per Rafael Muñoz Coutado. Només arribar, els seus companys Victoria Muñoz García i Sergio Ortiz, es van presentar al seu domicili per demanar-li que s'incorporés reorganització de la JSC a la clandestinitat. Es va integrar al sector de Chamartín de la Rosa, que estava dividit en quatre grups; al seu, comandat per Sergio Ortiz, on també hi col·laboraven Ana López Gallego, Martina Barroso i Victoria Muñoz García.
Amb la derrota del bàndol republicà, el govern de la nova Espanya, sota la dictadura del General Franco, va encoratjar, com a obligació patriótica, la delació entre particulars. Els individus amb ideals republicans, comunistes, anarquistes, ateus, separatistes,francmaçons, etc. eren considerats sospitosos i havien de ser investigats. El sector de Chamartín va ser el primer que va caure, les delacions i les filtracions policials van contribuir a la seva desarticulació.
Gil Olaya va ingressar en la presó de dones de Ventas el 3 de juny de 1936. Malgrat que era menor d'edat, no va ser ingressada a la Escuela de Santa María, l'espai creat per a menors, per iniciativa de la pedagoga republicana María Sánchez Arbós, també empresonada en aquell període.
Sotmesa a un consell de Guerra, en l'expedient núm. 30. 426, una testimoni, sense al·ludir directament Gil Olaya, va esmentar que en el domicili de Blanca Brisac (una altra de les Tretze Roses), es planejava un intent de complot contra el general Franco, el dia de la desfilada en el primer Any de la Victòria; no obstant, aquesta circumstància, va ser descartada. La sentència de mort de Gil, al costat de les altres dotze dones i els quaranta tres homes, és considerada, com una represàlia per l'atemptat que van realitzar altres militants de les JSU contra el Comandant de la Guàrdia Civil i membre del Servei d'Informació i Policia Militar franquista, Isaac Gabaldón, la seva filla i el conductor José Luis Díez Madrigal. Tot i que, cap de les tretze dones va tenir relació amb aquell fet, ja que en el moment de succeir estaven empresonades per altres causes.